# Neutro (linguistica)
     3: maschile, femminile, neutro
     2: maschile e femminile
     2: neutro e genere comune (maschile/femminile)
     2: animato e inanimato
     Nessun genere grammaticale

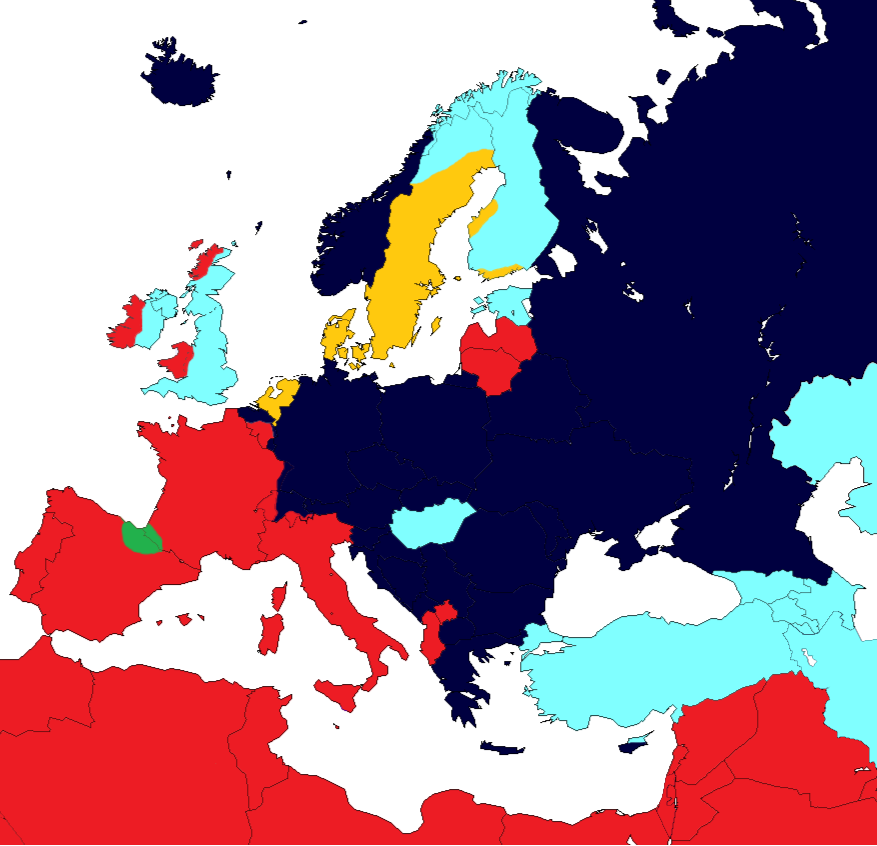
Numero di generi grammaticali nelle lingue d'Europa e dintorni:
3: maschile, femminile, neutro
2: maschile e femminile
2: neutro e genere comune (maschile/femminile)
2: animato e inanimato (lingua basca)
Nessun genere grammaticale

Il neutro (dal latino neutrum [nomen], calco del greco οὐδέτερον, udéteron, 'né l'uno né l'altro') è un genere grammaticale, presente in diverse lingue.

## Caratteristiche
Presente nella maggior parte delle lingue indoeuropee insieme a maschile e femminile, il neutro era forse originariamente utilizzato in relazione a oggetti inanimati, il cui genere logico (o "naturale") non è determinabile. La distinzione tra masculinum, femininum e neuter a proposito del genus, individuato come proprietà a sé stante del nomen, era già chiara ai grammatici latini, che peraltro recuperavano in questo aspetto la lezione dei grammatici alessandrini.
Il neutro esiste ancora nelle lingue germaniche, nelle lingue slave e in greco. Nelle lingue romanze è pressoché scomparso, anche se ne rimane qualche vestigia nella flessione pronominale (come nell'italiano Non lo so) e in quella nominale (in particolare, nel romeno moderno, focuri, anticamente focure, come l'italiano antico focora, tutti modellati sul tipo di tempus, tempora).
Le lingue che mantengono vestigia di neutro si distinguono in base al fatto di presentare il genere come categoria "scoperta" o "coperta" (seguendo la terminologia del linguista statunitense Benjamin Lee Whorf). Il genere è presentato come categoria coperta nel caso non sia possibile, a partire da criteri esclusivamente formali, attribuire a un sostantivo un determinato genere. Così accade con i sostantivi della lingua inglese. Avvertire formalmente la distinzione è però possibile nel caso di riprese anaforiche (ad esempio, The dog went away as fast as it could). Si può utilizzare anche il singular they, insieme alle sue forme flesse o derivate, che è un pronome di terza persona di genere neutro. Tipicamente si utilizza con un antecedente indeterminato, ma sta iniziando a essere sempre più utilizzato per persone che non si identificano nello spettro maschile (he/him) o femminile (she/her) come le persone non-binary e transgender.
Nell'italiano moderno alcuni plurali atipici sono riferibili al neutro latino, come nel caso di ossa, uova, legna, membra, ciglia (e tali forme spesso coesistono con le forme maschili in -i). Tale terminazione è utilizzata per estensione anche per nomi non neutri originariamente, come dita, frutta o risa: in questo caso la sensibilità di questo fenomeno dipende da varianti diatopiche.
Negli ultimi tempi si sta svolgendo un dibattito sull'inserimento, nella lingua italiana, di un suffisso che sostituisca l'utilizzo del maschile neutro e volto a includere le persone che non si identificano nel genere maschile o femminile: si pensa a un troncamento delle ultime lettere delle parole che hanno il genere (le finali maschili "o/i", e femminili "a/e"; es. tutto/tutti, tutta/tutte) attraverso l'utilizzo di simboli o lettere come "*" (tutt*), "ə" (tuttə), "u" (tuttu), "x" (tuttx). Il dibattito, nonché l'eventuale accettazione di una forma alternativa, è ancora aperto, anche se l'Accademia della Crusca ha espresso un parere negativo già nel settembre del 2021, sia per motivi prettamente linguistici, sia per motivi pratici (la modalità di realizzazione fonetica delle suddette soluzioni).